# Бранденбург-Шведт

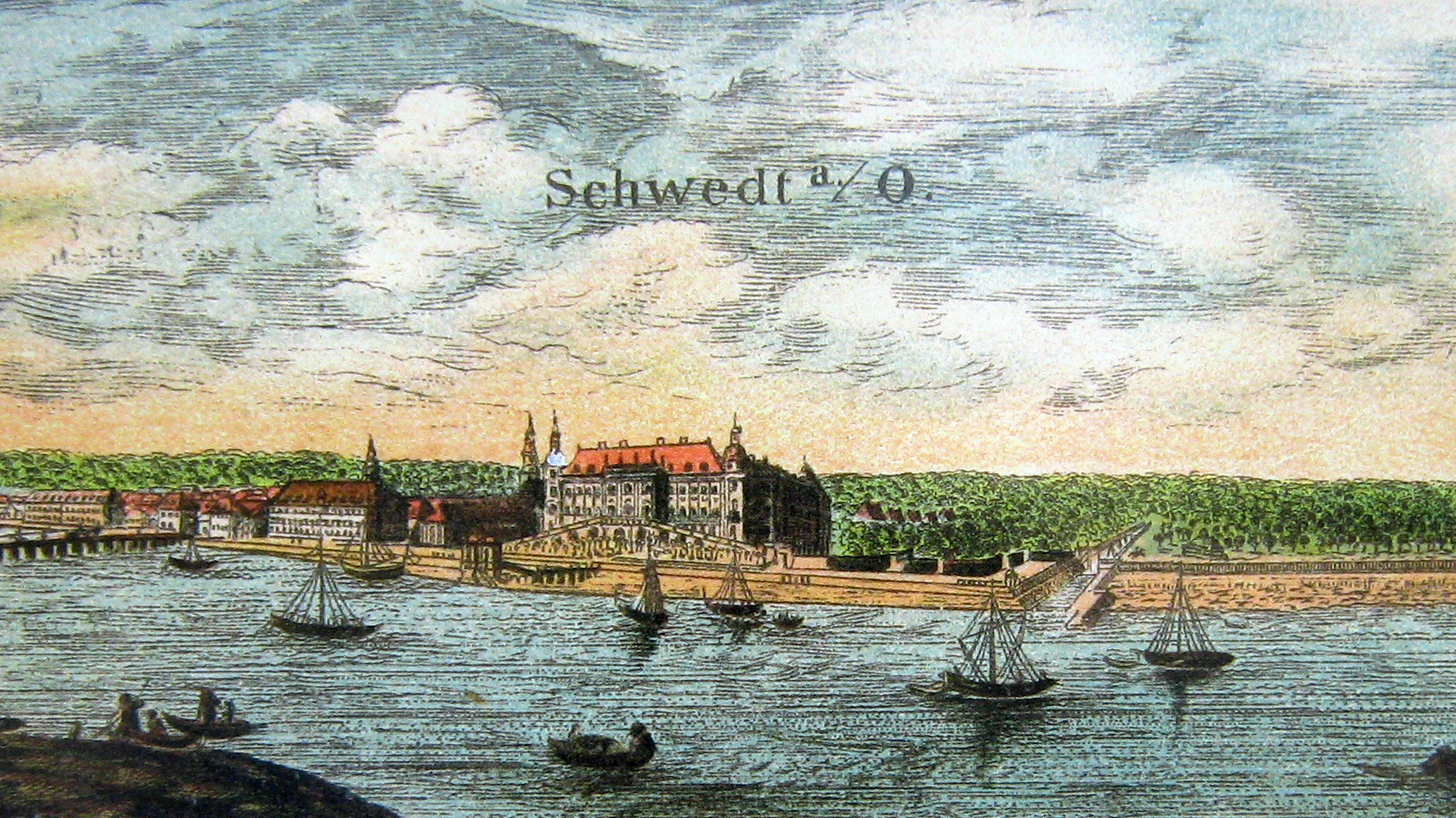
Шведтская резиденция на берегу Одера, гравюра 1669 года

Бранденбург-Шведт (нем. Brandenburg-Schwedt) — побочная линия бранденбургско-прусской династии Гогенцоллернов.
Часто по ошибке Бранденбург-Шведт считают историческим княжеством на севере Бранденбурга. В действительности побочная линия в Шведте-Фиррадене (Уккермарк и Ноймарк) и Вильденбрухе (Задняя Померания) не обладала суверенной властью. При этом королевские принцы с соответствующим апанажем и наследством богатой курфюрстины Доротеи, второй супруги Фридриха Вильгельма могли продемонстрировать благосостояние выше многих более мелких княжеств.
После Тридцатилетней войны нуждавшийся в денежных средствах курфюрст Фридрих Вильгельм заложил земли Шведта за 25 тыс. талеров графу Густаву Адольфу фон Фаренбуху, получавшему с них доход. В 1670 году курфюрстина Доротея выкупила владения за 26 500 талеров, создав тем самым финансовую базу для своего сына Филиппа Вильгельма. Благодаря дополнительным приобретениям недвижимости во владениях Доротеи оказались три города, три замка, 33 деревни и 24 хутора.
Курфюрстина восстановила повреждённый в ходе Тридцатилетней войны Шведтский замок и способствовала экономическому развитию города и окрестностей. Она наняла голландского специалиста, который весной 1686 года вместе с переселившимися французскими гугенотами заложил традицию табаководства в Уккермарке. В конце XVIII века в Уккермарке сложился крупнейший на немецких землях табаководческий регион, занимавший 4 400 га с собственными тремя сигаретными мануфактурами, ставшими ключевым фактором экономики в этой местности.
Старший сын Доротеи Филипп Вильгельм интенсивно занимался развитием своих владений и продолжил оформление интерьеров замка. Бурное строительство продолжилось при его преемнике Фридрихе Вильгельме, «бешеном маркграфе», когда началось плановая застройка города-резиденции.
Последний маркграф Шведта Фридрих Генрих, младший сын Филиппа Вильгельма превратил город в культурный центр. Бранденбург-Шведтская линия угасла с его смертью в 1788 году, большая часть земель вновь отошла к Пруссии.

## Главы шведтской линии
- Филипп Вильгельм, принц Прусский, маркграф Бранденбурга (1688—1711), сын курфюрста Фридриха Вильгельма
- Фридрих Вильгельм, принц Прусский, маркграф Бранденбурга (1731—1771), сын маркграфа Филиппа Вильгельма (в 1711—1731 годах регентство королей Пруссии Фридриха I и Фридриха Вильгельма I)
- Фридрих Генрих, принц Прусский, маркграф Бранденбурга (1771—1788), сын маркграфа Филиппа Вильгельма